# Paul Rivière
Pour les articles homonymes, voir Rivière.
Paul Rivière, né le 22 novembre 1912 à Montagny (Loire) et mort le 15 décembre 1998 à Bron, Compagnon de la Libération, est un résistant et homme politique français.
Il s'engage dans la Résistance dès 1941 puis participe aux guerres d'Indochine et d'Algérie. Il est député de la 6e circonscription de la Loire de 1962 à 1978 et maire de Montagny de 1965 à 1983.

## Biographie

### Famille, études et service militaire
Il est issu d'une famille paysanne et catholique.
Paul Rivière est le fils de Jean-Baptiste Rivière (1870-1955), directeur d'école et de Clothilde Poulette (1876-1955). Il est le frère aîné de Joseph Rivière (1914-1984), homme politique.
Paul Rivière fait ses études primaires à Montagny puis ses études secondaires à l'Institution Saint-Gildas de Charlieu et obtient son baccalauréat en 1931. Il passe ensuite une année au séminaire de Saint-Joseph à Francheville puis enseigne les lettres classiques à l'Institution des Chartreux à Lyon de 1932 à 1933. De 1933 à 1934, Paul Rivière effectue son service militaire au 5e bataillon de dragons portés, il est libéré en octobre 1934 avec le grade de maréchal des logis. Il est ensuite professeur de lettres à l'Externat Saint-Joseph à Lyon.

### Bataille de France
En 1939, il est mobilisé et nommé instructeur à l'École de cavalerie de Saumur. Paul Rivière est blessé le 20 juin 1940 par un éclat d'obus lors des combats de Saumur, il est opéré à l'hôpital de Niort, puis est évacué sur Bordeaux puis Toulouse où il séjourne un mois. Il poursuit ensuite sa convalescence dans sa maison de Tarare. Remis de ses blessures, il est démobilisé avec la croix de guerre en octobre 1940 et reprend son poste de professeur de lettres à l'Externat Saint-Joseph ; Paul Rivière prépare en parallèle l'agrégation de lettres.

### Activités de résistance
Au début de l'année 1941, cherchant à rejoindre les Forces françaises libres, Paul Rivière fait, par l'intermédiaire d'un officier anglais, une tentative de départ pour l'Angleterre par Port-Vendres où un sous-marin doit venir le chercher mais l'opération échoue.
Fin février 1941, Pierre Chaillet, prêtre jésuite à Lyon, le met alors en contact avec Henri Frenay et Berty Albrecht, Paul Rivière adhère au mouvement Les Petites Ailes, puis au mouvement Combat en novembre 1941.
Peu après l’arrivée en France de Jean Moulin, qu’il rencontre dès le 12 janvier 1942, il abandonne la propagande pour l’action et devient l'adjoint de Raymond Fassin, officier de liaison de Jean Moulin, parachuté en même temps que ce dernier et que son opérateur radio, Joseph Monjaret. Le 23 juin 1942, à Clermont-Ferrand, il est arrêté par la police de Vichy, au lendemain d'un parachutage pour détention de faux-papiers. Détenu à la prison Saint-Paul de Lyon, il est jugé le 31 octobre 1942 et condamné à quatre mois de prison ; il est libéré le soir même. Dès sa libération, il rentre dans la clandestinité où il reste jusqu’à la fin de la guerre.
Il prend alors une part active à l'organisation des services de transmission radio et des opérations aériennes clandestines dans l'ensemble de la zone Sud, dans le cadre des Mouvements unis de la résistance (MUR).
Le 29 janvier 1943, à la gare de Brive-la-Gaillarde, il manque d'être arrêté en même temps que Jacques Renouvin, chef des groupes francs de Combat. Parti pour Londres le 16 juin 1943 afin de suivre ses stages d'habilitation aux fonctions de chef d'opérations aériennes, il y apprend l'arrestation de Jean Moulin à Caluire et est renvoyé d'urgence en France par le colonel Passy, chef du BCRA, pour réorganiser le service qui prendra alors le nom de section atterrissage parachutage (SAP).
Il reste à la tête de la SAP jusqu'à la Libération et est également chef des opérations pour la région Rhône-Alpes, ce qui l'amène à organiser parmi les plus importantes opérations clandestines d'atterrissages et de parachutages, qui permettent la distribution à l'Armée secrète et aux maquis de centaines de tonnes d'armes et de matériels, ainsi que l'acheminement de millions de francs à la Résistance. Il organise également le transfert de nombreux agents et de personnalités entre la France et Londres. Parmi eux, on peut citer : Jean de Lattre de Tassigny, Vincent Auriol, Albert Gazier, Emmanuel d'Astier de la Vigerie, Jacques Chaban-Delmas, Maurice Bourgès-Maunoury, François de Menthon, Henri Frenay, Eugène Claudius-Petit, Jean-Pierre Lévy, Daniel Mayer, Christian Pineau, Raymond et Lucie Aubrac.
En mai 1944, il fait un second voyage à Londres. Bloqué en Angleterre jusqu'au 6 juin à cause du « black out » dû à l'imminence du débarquement, il rencontre le général de Gaulle ce même jour, avant de pouvoir être parachuté en France dès le lendemain et reprendre enfin ses activités jusqu'à la Libération.
Pseudonymes utilisés durant la période de résistance : François, Charles-Henri, Sif bis, Galvani et Marquis.

### Après la guerre
Après la fin de la guerre, il est maintenu dans le service armé avec le grade de lieutenant-colonel au cabinet du ministre des Armées. En août 1947, il s'engage derrière le général de Gaulle au Rassemblement du peuple français (RPF) puis, engagé à nouveau, part pour l'Indochine en janvier 1953. De retour en France en 1955, il est envoyé en Algérie avant d'être nommé, en août 1956, attaché militaire adjoint près l'ambassade de France à Tokyo. Il rentre du Japon en 1960. Il est ensuite affecté comme chef de poste de sécurité militaire du corps d'armée d'Alger et, le 1er mai 1961, devient directeur de la sécurité militaire pour l'Algérie et le Sahara.
En novembre 1962, Paul Rivière est élu député de la 6e circonscription de la Loire puis réélu en 1967, 1968 et 1973. En 1965, il est élu maire de Montagny puis est réélu sans interruption jusqu'en 1983. De 1967 à 1978, il est membre de l'Assemblée parlementaire du Conseil de l'Europe.
Avec Geneviève Devilliers, ainsi que Jacques Chaban-Delmas, Maurice Bourgès-Maunoury et quelques autres, il participe à la création de l'Amicale des Réseaux Action de la France Combattante, association qui avait pour but l'entraide des anciens officiers d'action et la liquidation des réseaux, jusqu'à la dissolution de celle-ci, en 2002.
Il est membre du comité d'honneur du Mouvement initiative et liberté.
Paul Rivière meurt le 16 décembre 1998 à Lyon. Il est inhumé au cimetière de Montagny au coté de son épouse.

## Vie privée
Le 9 novembre 1946, il épouse Geneviève Devilliers (1920-1996), résistante, adjointe de Paul Rivière pendant la période de la SAP et veuve de Raymond Fassin.
De ce mariage naissent quatre enfants :
- Jean-Marie Rivière.
- Jacques Rivière.
- Françoise Rivière.
- Claude Rivière.

## Mandats

### Mandats parlementaires
- 25 novembre 1962 - 2 avril 1967 : Député de 6e circonscription de la Loire
- 12 mars 1967 - 30 mai 1968 : Député de 6e circonscription de la Loire (réélu)
- 30 juin 1968 - 1er avril 1973 : Député de 6e circonscription de la Loire (réélu)
- 11 mars 1973 - 2 avril 1978 : Député de 6e circonscription de la Loire (réélu)
- 25 septembre 1967 - 24 avril 1978 : Membre de l'Assemblée parlementaire du Conseil de l'Europe

### Mandat local
- 1965 - 1983 : Maire de Montagny

## Distinctions et honneurs

### Décorations nationales

Liste des Compagnons de la Libération

- Commandeur de la Légion d'honneur
- Compagnon de la Libération (décret du 24 mars 1945)Liste des Compagnons de la Libération
- Croix de guerre 1939–1945 (6 citations)
- Croix de la Valeur militaire (3 citations)
- Médaille de la Résistance française avec rosette (décret du 31 mars 1947)[5]
- Croix du combattant volontaire de la Résistance
- Médaille des évadés
- Médaille coloniale (avec agrafe Extrême-Orient)

### Décorations étrangères

#### Belgique
- Officier de l'ordre de la Couronne
- Croix de guerre (avec palme)

#### Pologne
- Croix de la Vaillance

#### Tchécoslovaquie
- Croix de guerre 1939-1945

#### Royaume-Uni
- Ordre de l'Empire britannique à titre militaire (officier)
- Military Medal

## Archives
- Centre d'histoire de la résistance et de la déportation, Lyon, « Fonds d'archives Geneviève et Paul Rivière » – Les opérations aériennes (atterrissages, parachutages) en zone sud. 1941 - 1944, Les grands fonds d'archives du CHRD, no 1.

Il s'agit principalement de l'ensemble des câbles codés échangés entre la SAP (en France) et le BCRA (à Londres), concernant l'organisation des opérations aériennes : les phrases BBC, les noms et situations des terrains d'atterrissage ou de parachutage, complétés par des souvenirs et des témoignages originaux, ainsi que de divers documents concernant les membres du réseau SAP.